# Juraj Jordán Dovala
Juraj Jordán Dovala (* 7. prosince 1974, Žiar nad Hronom) je český duchovní slovenského původu, biskup brněnské diecéze Církve československé husitské. Věnuje se duchovnímu doprovázení, kontemplativní modlitbě, psaní duchovních knih a léčivým bylinám. Hraje a skládá folkové písničky.

## Život
Narodil se v Žiari nad Hronom. Teologii vystudoval na Pravoslavné teologické fakultě v Prešově. V roce 2002 vstoupil do Církve československé husitské. Na kněze byl vysvěcen v roce 2003 v Lounech. Působil v náboženských obcích v Lounech (2002–2004) a Košicích (2004). Od roku 2005 je farářem v náboženské obci Hodonín a administrator excurrendo v Břeclavi. Roku 2006 byl zvolen předsedou České křesťanské akademie v Hodoníně. 27. dubna 2013 byl diecézním shromážděním brněnské diecéze Církve československé husitské zvolen na brněnský biskupský stolec. 8. května 2013 byl ordinován do biskupské služby v Husově sboru v Brně na Botanické ulici. Dne 30. 5. 2020 byl diecézním shromážděním potvrzen na brněnském biskupském stolci a pokračuje tak ve svém episkopátu.
Jeho biskupským heslem je citát z 1. epištoly Janovy 4,16. „Bůh je láska, a kdo zůstává v lásce, v Bohu zůstává a Bůh v něm.“
Je ženatý a má čtyři děti.

## Literární tvorba
- Kôrkar (Enigma 2005)
- Ticho (Vydavateľstvo Michala Vaška 2007)
- Katedrála (Brněnská diecéze CČSH 2008)
- Kyrie eleison (Brněnská diecéze CČSH 2011)
- Chrám uprostred trhoviska (Vydavateľstvo Michala Vaška 2012)
- Som Husákovo dieťa (Limerick 2012)
- Pozvání do ticha (Karmelitánské nakladatelství 2013)
- Pankáč v kostele (Karmelitánské nakladatelství 2014)
- Chrám uprostřed tržiště /spiritualita všedního dne/ (Karmelitánské nakladatelství 2017)